# Joyce Country

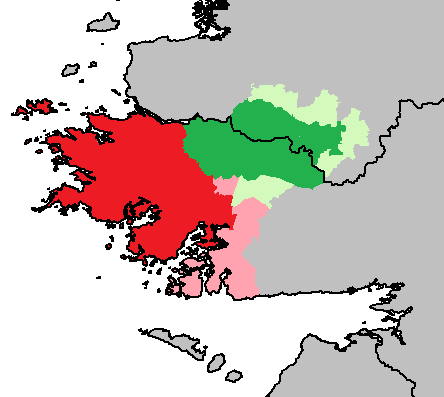
El verd indica Joyce Country, amb verd clar mostra una major extensió; el vermell indica Conamara, amb el rosa mostrat una àrea més gran que l'actual (més enllà a l'oest del Corrib)

Joyce Country (gaèlic irlandès Dúiche Sheoighe) és una regió en els comtats de Galway i Mayo a la República d'Irlanda. Hi ha al voltant de 2.000 persones que viuen a la zona. Al voltant del 25% són parlants nadius d'irlandès.
Joyce Country es troba a l'oest de l'àrea de Lough Mask més enllà de l'istme, una regió muntanyosa al nord del comtat de Galway, que s'estén a la part sud del comtat de Mayo, travessada per valls verdes i camins solitaris que pren el seu nom d'una família gal·lesa que s'hi va assentar en el segle xiii durant el regnat d'Eduard I d'Anglaterra. Moltes persones amb el nom Joyce encara hi viuen. L'escriptor James Joyce porta el nom de la família tot i que va néixer a Dublín el 1882.
Al Joyce Country hi ha els districtes Mountain i Lake District que cobreixen l'àrea sud de Lough Mask, incloses les comunitats de Clonbur a Maam, Cloghbrack i Finney. Algunes fonts inclouen el balanç de l'istme, estenent la regió a Cong, Cross i Neale.